# Sébastien Léger
Pour les articles homonymes, voir Léger.
 (juillet 2011).
Sébastien Léger est un artiste français de musique électronique.

## Biographie
Sébastien commence à apprendre la musique dès l'âge de 5 ans. Au début des années 1990, il découvre le monde de la musique électronique. Il se met à acheter des disques de ce genre puis effectue ses premiers pas en tant que DJ en 1994. Il est plus tard influencé par des artistes house tels que Daft Punk ou DJ Sneak.
C'est en 1999 que sa carrière en tant que producteur débute. Dans un premier temps, il compose avec son ami Nicolas De Floriant sous le nom de Deaf'N Dumb Crew, dont les maxis sont essentiellement publiés sur les labels Black Jack et Riviera. À la suite de bons retours, Sébastien est convié à se lancer dans une carrière solo. Il décide de s'y consacrer et plus tard la même année, son premier EP There Is Life After Us sort sur Black Jack. Ce disque lui vaudra la reconnaissance de beaucoup d'artistes House américains tels que Derrick Carter, Paul Johnson, Mark Farina ou encore DJ Sneak, qui se mettront à jouer certaines de ses productions dans leurs sets. Poussé par tout ce soutien, Sébastien continuera donc de se concentrer sur sa carrière en solo. L'an 2000 voit la sortie de l'EP Off The Wall qui sample le titre de Michael Jackson du même nom mais aussi de son tout premier album Atomic Pop, un album aux sonorités typiques de la French touch sur lequel s'ajoute une collaboration avec le producteur et DJ new-yorkais Junior Sanchez. Parallèlement, il lance le label Cyclik avec son compère Jimmy Van De Velde. La carrière de Sébastien s'envole: il est par la suite signé sur de prestigieux labels house comme Defected et Subliminal, aussi bien en tant que producteur que remixeur. En 2002, il publie son deuxième album intitulé King Size. Peu après, il commencera à s'orienter vers des productions techno et electro. Elles seront notamment signées sur les labels Ovum de Josh Wink ainsi qu'Intec de Carl Cox.
Il est aujourd'hui un artiste très demandé pour ses remixes par de grands compositeurs de musique électronique comme Eric Prydz ou Armand Van Helden ou bien encore Justin Timberlake. Il a dernièrement sorti, avec l'aide de Chris Lake, le titre à succès Aqualight. 
Aujourd'hui il a fondé son propre label 'Mistakes Music' sur lequel il développe sa propre musique et signe ses titres. Dernièrement l'EP "The rhythm" sorti sur ce label a été remixé par Format:B (Duo allemand) et a été plébiscité en 1er place du top 100 techno beatport music (site de téléchargements de musiques électroniques payantes) (source du 1/12/2009).

## Discographie

### Singles & Albums
| Année | Titre                                                       | Label            |
| ----- | ----------------------------------------------------------- | ---------------- |
| 1999  | Sébastien Léger - There Is Life After Us EP                 | Black Jack       |
| 1999  | The White Duck - The Groove / The Million Dollar Track      | Premium          |
| 2000  | Sébastien Léger - Untitled (4 Tracks)                       | Subkroniq        |
| 2000  | Sébastien Léger - Astrosyn Skunk / The Babe Coke            | Cyclik           |
| 2000  | Sébastien Léger - Atomic Pop LP                             | Black Jack       |
| 2000  | Sébastien Léger - Hysterik Conspiration / Amnezik Impulsion | Cyclik           |
| 2000  | Sébastien Léger - Midnight In Galaxy / Diametrik Acidness   | Grand Prix       |
| 2000  | Sébastien Léger - Off The Wall                              | Black Jack       |
| 2000  | Sébastien Léger - We Are                                    | Cyclik           |
| 2000  | Sébastien Léger - You Can Hide From Your Beat               | Black Jack       |
| 2001  | Elesse - Pop Corn EP                                        | Goodtime Records |
| 2001  | Elesse - P.Y.T.                                             | Grand Prix       |
| 2001  | Sébastien Léger - Untitled (3 Tracks)                       | Subkroniq        |
| 2001  | Sébastien Léger - Burned Funk / Cracked Face                | Subkroniq        |
| 2001  | Sébastien Léger - Dazed and Confused EP                     | Black Jack       |
| 2001  | Sébastien Léger - Express                                   | Cyclik           |
| 2001  | Sébastien Léger - Impossible à Cerner EP                    | Essence          |
| 2001  | Sébastien Léger - Seems So Far                              | Black Jack       |
| 2001  | Sébastien Léger - The Mushroom Project EP                   | Riviera          |
| 2001  | Sébastien Léger - Thorny EP                                 | Cube Recordings  |
| 2002  | Elesse - Liberian Track                                     | Grand Prix       |
| 2002  | Sébastien Léger - King Size LP                              | Black Jack       |
| 2002  | Sébastien Léger - The Mushroom Project 2 EP                 | Riviera          |
| 2002  | Sébastien Léger - We Are EP                                 | Black Jack       |
| 2002  | Sébastien Léger - Victory EP                                | Black Jack       |
| 2002  | The Last Blade - Requiem / Just Bask From Hell              | Subkroniq        |
| 2003  | Elesse: Rare & Unrelease Cutz                               | Black Jack       |
| 2003  | Sébastien Léger - Azidobrazil / Listen                      | Ovum Recordings  |

| Année | Titre                                         | Label             |
| ----- | --------------------------------------------- | ----------------- |
| 2003  | Sébastien Léger - First Beats EP              | Bits Music        |
| 2004  | Sebago - Hands On Me                          | Hot Banana        |
| 2004  | Sébastien Léger - 5th Birthday                | Black Jack        |
| 2004  | Sébastien Léger - Grab My Hipps / My Slap     | Black Jack        |
| 2004  | Sébastien Léger - LFO Swing EP                | Aroma Jackin      |
| 2005  | Sébastien Léger - 1979 EP                     | Intec Records     |
| 2005  | Sébastien Léger - Epoxy                       | Black Jack        |
| 2005  | Sébastien Léger - Lunar EP                    | Intec Records     |
| 2005  | Sébastien Léger - Mooguno EP                  | Bits Music        |
| 2005  | Sébastien Léger - Take Your Pills             | Black Jack        |
| 2006  | Sébastien Léger - Brouwersgracht EP           | Circle Music      |
| 2006  | Sébastien Léger - Bad Clock 04 EP             | Intec Records     |
| 2006  | Sébastien Léger - Cosmogold EP                | Circle Music      |
| 2006  | Sébastien Léger - Geft / T                    | Bits Music        |
| 2006  | Sébastien Léger - Hit Girl                    | Black Jack        |
| 2006  | Sébastien Léger - Hypnotized                  | Rising Music      |
| 2006  | Sébastien Léger - Mistakes EP                 | Rising Music      |
| 2006  | Sébastien Léger - The Bug EP                  | Pickadoll Records |
| 2007  | Sébastien Léger - Mercury / Mars              | Mistakes Music    |
| 2007  | Sébastien Léger - Aqualight                   | Mistakes Music    |
| 2007  | Sébastien Léger - Pluton / Saturn             | Mistakes Music    |
| 2008  | Sébastien Léger - Jaguar                      | Mistakes Music    |
| 2008  | Sébastien Léger - Word / Ghost                | Rising Music      |
| 2008  | Sébastien Léger - Majestic                    | Mistakes Music    |
| 2010  | Sébastien Léger - Silicone Carne / Superdrums | Mistakes Music    |
| 2010  | Sébastien Léger - Gone Wild / Mixtape         | Mistakes Music    |
| 2011  | Sébastian Léger - Origines                    | Mistakes Music    |
| 2011  | Sébastien Léger - Polymod / Like Before       | Mistakes Music    |

### Titres exclusifs
| Année | Titre                               | Compilation             | Label      |
| ----- | ----------------------------------- | ----------------------- | ---------- |
| 1999  | Sébastien Léger - Rock It & Play    | Blackjack Sampler 1     | Black Jack |
| 1999  | Sébastien Léger - The Skyy Soul     | Blackjack pres. Jackpot | Black Jack |
| 2000  | Sébastien Léger - The Hell of a Guy | Flamingo EP             | Black Jack |

| Année | Titre                               | Compilation           | Label            |
| ----- | ----------------------------------- | --------------------- | ---------------- |
| 2000  | Sébastien Léger - Ice Cream         | Cruel Summer          | Riviera          |
| 2004  | Sébastien Léger - Overdrived        | Bassethound Sampler 1 | Bassethound Rec. |
| 2004  | Sébastien Léger - Refresh Your Mind | Always Open           | Sismic Music     |

### Remixes
| Année | Titre                                           | Label            |
| ----- | ----------------------------------------------- | ---------------- |
| 1999  | Fafa Monteco - Vous Voulez de la Musique        | Sculpture        |
| 1999  | Tony Esposito - Kalimba De Luna                 | DWBoys           |
| 1999  | Da Bitchie Boyz - Le Zeeep                      | Black Jack       |
| 1999  | Fafa Monteco - Good Time                        | Black Jack       |
| 2000  | Paul Jonhson - Noise                            | Acalwan          |
| 2000  | Ron Carrol - The Sermon                         | Subliminal       |
| 2000  | Fab G - Frenchy Frenzy                          | Grand Prix       |
| 2000  | DJ Nekbath - Feel It                            | Grand Prix       |
| 2000  | Chris Rubix - Brooklin Queen                    | Black Jack       |
| 2000  | Phunky Data - Body Music                        | Sekence          |
| 2000  | Fab G - Feelings                                | Grand Prix       |
| 2001  | Eminence feat. Kathy Brown - Give It Up         | Defected         |
| 2001  | Nicholas - The Cruise                           | 20000st          |
| 2001  | Def Bond & Fafa Monteco - The Master            | Chicayork        |
| 2001  | Rok - Cycle Cuts                                | Cyber Production |
| 2001  | Jimmy Van De Velde - Beginings                  | Subkroniq        |
| 2001  | Dj Nekbath - Think Twice                        | Grand Prix       |
| 2002  | Nicolas Vallée - Land Of The Free               | Mangusta         |
| 2002  | Jaimy & Kenny D. - Keep On Touchin Me           | Loaded Records   |
| 2002  | Jakatta feat. Seal - My Vision                  | Ministy of Sound |
| 2002  | M - So Fly                                      | Defected         |
| 2002  | Etienne De Crecy - Three Day Week End           | Disques Solid    |
| 2002  | Liquid People vs. Simple Minds - Monster        | Defected         |
| 2002  | Alexander East - Tears                          | Grand Prix       |
| 2004  | Fat Phaze - Take Care                           | Sismic Music     |
| 2004  | Manuel Tur - Keep It Warm                       | Cyclik           |
| 2004  | Dave Armstrong - Make Your Move                 | Eyezcream        |
| 2004  | Sébastien Léger & Alexander Koning - Greencross | Mad Nurse        |

| Année | Titre                                           | Label               |
| ----- | ----------------------------------------------- | ------------------- |
| 2005  | Highstreets - Don't Let Go                      | Ledge Music         |
| 2005  | Co-Fusion - Hot! Hot! (Love To Heart)           | Southern Fried Rec. |
| 2005  | Hiroki Esashika - Kazane                        | Intec Records       |
| 2005  | DJ Marnix - Fire                                | Loveland Rec.       |
| 2005  | Armand Van Helden - Into Your Eyes              | Southern Fried Rec. |
| 2005  | Inner City - Say Something                      | Concept Records     |
| 2005  | The Soul Monkey - Equator                       | Mangusta            |
| 2005  | Invader - Desperate House                       | Bits Music          |
| 2005  | Lifelike - Running Out                          | Work It Baby        |
| 2006  | Dannii Minogue - Greatest Dancer                | Central Station     |
| 2006  | Bruno Banner - Spaceshift                       | Bits Music          |
| 2006  | Giorgio Prezioso vs. Libex - Xperimetal Scratch | Pryda Friends       |
| 2006  | Dave Robertson & Jon Gurd - The Rendition       | CR2 Records         |
| 2006  | Supermode - Tell Me Why                         | Superstar Rec.      |
| 2006  | Claude Vonstroke - Deep Throat                  | Electrochoc         |
| 2006  | Cirez D - Knockout                              | Mouseville          |
| 2006  | Fairmont - Gazebo                               | Border Community    |
| 2006  | Hystereo - Winters In The City / Executive Memo | Soma Quality Rec.   |
| 2006  | Don Diablo - Blow                               | Sellout Sessions    |
| 2007  | Julian Jeweil - Air Conditionné                 | Electrochoc         |
| 2007  | Ida Engberg - Disco Volante                     | Pickadoll Records   |
| 2007  | Justin Timberlake - What Goes Around            | Zomba Records       |
| 2007  | Ali Love - Secret Sunday Lover                  | I Love Records      |
| 2007  | Stefy - Chelsea                                 | Sony Music / BMG    |
| 2007  | Chris Lake feat. Emma Hewitt - Carry Me Away    | Rising Music        |
| 2007  | Angel Alanis feat. Renée - Cage Me In           | Asquared Music      |
| 2007  | Eric Prydz vs. Pink Floyd - Proper Education    | Ministry of Sound   |